# Jean-Louis Swiners
Jean-Louis Swiners (1. dubna 1935, Montreuil – 26. prosince 2019) Paříž) byl francouzský fotograf, fotožurnalista, důstojník, inzerent, učitel, řečník a poradce v oblasti inovací. V roce 1962 získal Niépcovu cenu.

## Životopis

### Rodina
Jean-Louis Swiners-Gibaud, známý jako Jean-Louis Swiners, se narodil 11. dubna 1935 v Montreuil v departementu Seine-Saint-Denis. Jeho otec byl Léopold Swiners-Gibaud, poradce pro zahraniční obchod, průmyslník v oblasti surovin pro pokrývky hlavy a spřádání. Jeho matka byla Renée Le Blanc. Dne 16. srpna 1958 se oženil s Joëlle Monninovou a z tohoto manželství se narodily tři děti. Rozvedl se a podruhé se oženil v lednu 1983 s Annou Furetovou.

### Vzdělání
Vystudoval střední školu na Albert-de-Mun v Nogent-sur-Marne a poté lyceum Saint-Louis v Paříži. V roce 1964 pokračoval ve studiu, studoval v Národním středisku distančního vzdělávání – na Škole pokročilých studií v informačních a komunikačních vědách Celsa a na Škole pokročilých studií v sociálních vědách (EHESS) v letech 1965 až 1980, kde získal diplom z pokročilých studií (DEA) informační a komunikační vědy.

### Profesní kariéra
Jean-Louis Swiners pracoval jako fotograf, inzerent, marketingový a strategický konzultant, řečník a spisovatel, konzultant, řečník a spisovatel konzultant a mezinárodní řečník.

#### Fotograf a fotoreportér

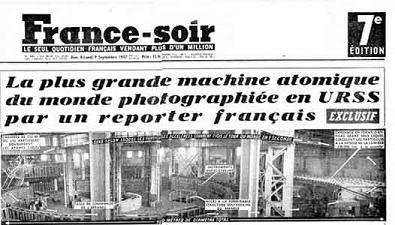
Ruská centrála Dubna

Od začátku roku 1958 do roku 1964 byl členem týmu fotografů-novinářů skupiny Réalités,, stejně jako Édouard Boubat a Jean-Philippe Charbonnier. Byl všestranný fotograf, pracoval na počátku šedesátých let se třemi typy fotoaparátu Leica: Leica M3, Leica MP a Leica M2 (s objektivy 21, 35, 50, 90 a 135 mm), Pentax S3 (pro teleobjektivy, 200 a 400 Telyt), Rolleiflex (pro módní fotografie) a 4 × 5in a Linhof IV (pro zátiší, reklamní a průmyslové fotografie a reprodukce obrazů).
Ovlivnili ho: Ansel Adams, Richard Avedon, Robert Capa, Henri Cartier-Bresson, Andreas Feininger, Marc Flament, Ernst Haas, Philippe Halsman, William Klein, Irving Penn, August Sander, George Silk, William Eugene Smith nebo Edward Weston.
Například Race Horses (1959) byl přímo ovlivněn výzkumem Ernsta Haase a dvěma články v časopisu Life: Beauty in a Brutal Art v červenci 1929 a The Magic of Color in Motion v srpnu 1958. V ateliéru a laboratoří se mimo své placené práce zabýval zejména osobním výzkumem, zejména v oblasti portrétu. Mnoho jeho fotografií je ve stylu Henriho Cartiera-Bressona, Caravaggia, Feiningera.

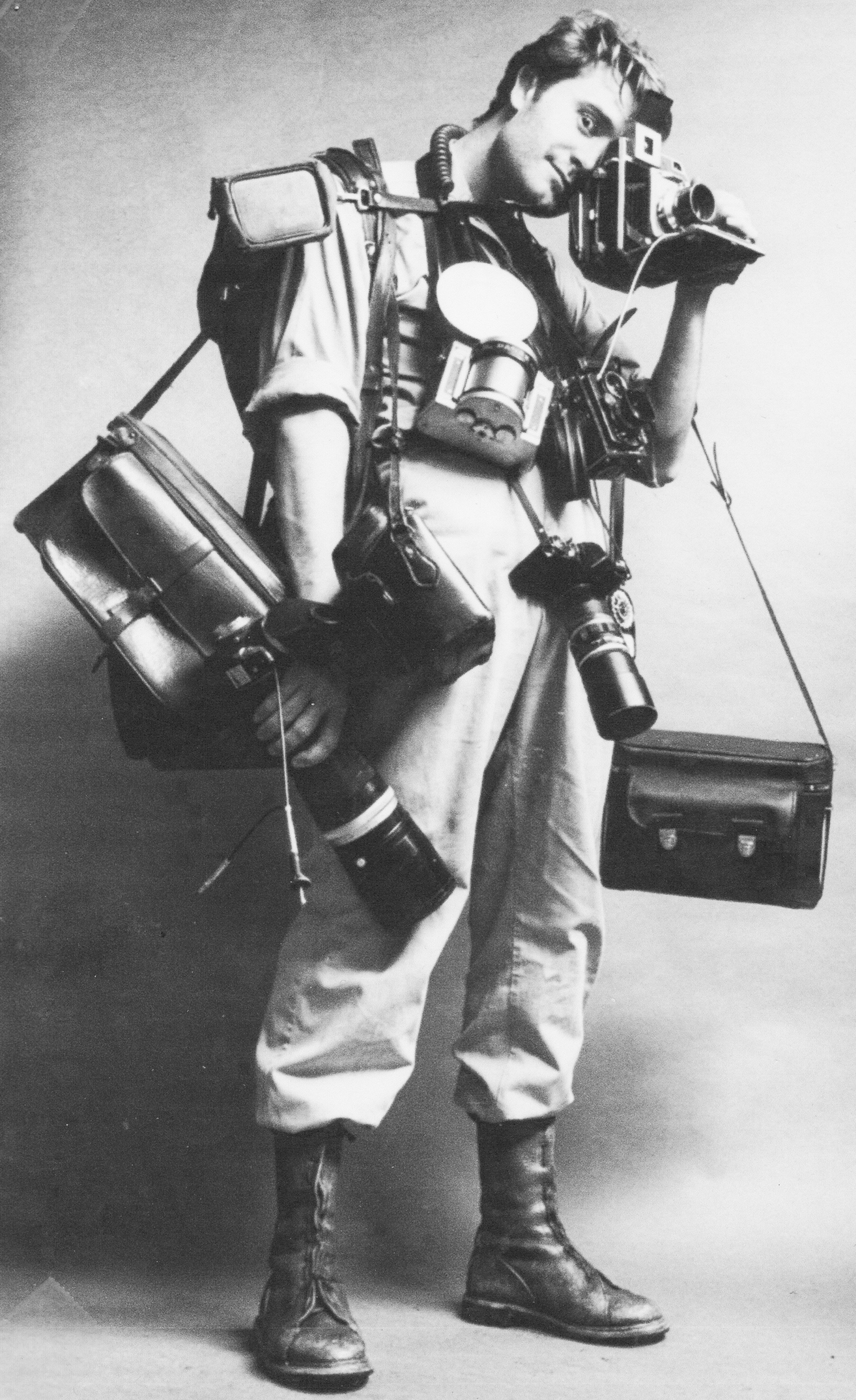
Autoportrét, 1962

Jean-Louis Swiners od svých třinácti let pořizoval pravidelně autoportréty a pokračoval po celý svůj život. Soutěž Point de vue Images du monde od roku 1961 pořádaná jednou týdně mu dala příležitost objasnit jeho koncept fotografického autoportrétu.
Velká část jeho fotografií (včetně Les Amoureux sur un scooter, portrétů osobností jako Jean-Luc Godard, Brigitte Bardotová (Le Mépris), Raymond Aron, Luis Buñuel, Fidel Castro) jsou distribuovány fotografickou agenturou Gamma-Rapho.
V polovině šedesátých let pokračoval ve studiu a zůstal zakotven ve světě žurnalistiky a fotografie. Od roku 1964 do roku 1967 byl šéfredaktorem časopisu Terreimages, poté ředitelem reklamy pro měsíčník Photo, časopisy Ski-Flash a časopis Son, od roku 1967 do roku 1974.
Poté pracoval v reklamních agenturách: v letech 1974–1975 byl zástupcem výkonného ředitele Media International, poté ředitelem studií pro Jacques Renaud Marketing (1976–1977), tvůrčím ředitelem Marello, Veyrac & Associés v letech 1977 až 1980, v roce 1980 přidruženým ředitelem Persuaders -1981, ředitel divize v Bélier-Conseil v letech 1981–1982.
Byl členem poroty Prix Nadar od roku 1980 do roku 2006; byl členem sdružení Gens.
V roce 2006 byla uspořádána výstava Edouarda Boubata, Jean-Philippe Charbonniera a Jean-Louis Swinerse Les photographes de Réalités v Paříži jako součást Měsíce fotografie
V roce 2015 pokračoval ve své činnosti fotografa, převážně pořizoval portréty digitální zrcadlovkou nebo telefonem iPhone. Také se vrátil ke svým činnostem jako historik fotografie, když byl šéfredaktorem Terre d'Images, napsal řadu článků. Sdílel své znalosti a rozhovory ve francouzštině.

## Ceny a ocenění
Díky třem článkům Paris vu par un chien, zveřejněným v Réalités v prosinci 1961, obdržel o rok později Niépceovu cenu.

## Dílo

### Publikace
Jean-Louis Swiners je spolu s Jean-Michel Briet spoluautorem tří knih:
- Les 10 campagnes du siècle, Neuilly, R.V. Conseil, 1978, 50 s. (OCLC 461666990)
- Warketing: une autre vision de la stratégie, Paris, ESF, 1992, 239 s.
- L'intelligence créative: au-delà du brainstorming, Paris, Maxima, 2004, 206 s.

#### Články
- Pourquoi des photographes ?, dans Journalistes Reporters Photographes, č. 6, 2. trimestr 1965, s. 7.
- Problèmes du photojournalisme contemporain, dans Techniques graphiques, č. 57, červen 1965, s. 40–57.
- Problèmes du photojournalisme contemporain. 2 – De la mise en page comme moyen d’expression dans Techniques graphiques, č. 58, červenec / srpen 1965, s. 148–177.
- Problèmes du photojournalisme contemporain. 3 – Pour une mise en page sémantique dans Techniques graphiques, č. 59, září 1965, s. 288–314.
- Problèmes du photojournalisme contemporain (extraits), dans Journalistes reporters photographes, č.7, 3. trimestr 1965, s. 16–18.
- Sémies scripto-visuelles et mise en pages opérationnelle, dans Gens d'images č. 8, Journées internationales de Porquerolles, 1966, s. 33–36.
- Préface de Nus de l'Inde de D.S. Ramamuthi, Les éditions Prisma, 1966. (Du rapport entre la photographie et la sculpture).
- Problemi di fotogiornalismo contemporaneo, dans Popular Photography Italiana, č. 114 / leden 1967, s. 42–47.
- Préface de Nus d'Israël de Michaël Argov, Les éditions Prisma, 1967.
- Fonctions de l'image dans la communication commerciale, dans Le Directeur commercial, únor 1968, s. 11–15.
- Les styles-de-vie sont morts, vive les styles-de-mort !, Stratégies, č. 185, 2. – 16. dubna 1979, s. 30–34
- Bilan critique du rôle de la copy-stratégie dans la pratique publicitaire actuelle, Bilan et perspectives de la recherche en communication, Irep, Paříž, 1979, s. 97–132
- La Pub, Génie du marketing ?, Stratégies, č. 197, 8. října 1979, s. 56–77.
- Le marketing de combat, Direction et Gestion, 1980.
- Pourquoi tant de généraux perdent-ils tant de batailles ?, Psychologie, listopad 1981, s. 32–35.
- Clausewitz, le marketing, les jeux à risque et la stratégie, ESG Info, École de guerre, č. 13, duben 1986, s. 6–18.
- Concurrence et stratégie, Revue française de gestion, 1983.
- La sérendipité, exploitation créative de l'imprévu, Automates Intelligents, duben 2005[10].
- Le conundrum de l'innovation. Des conditions et de la contingence du succès d'une innovation, Le Cercle des Entrepreneurs du Futur, Nancy, 2009.

### Fotografie

#### Velké zprávy a fotografické eseje
1957
- Le synchro-cyclotron de Doubna, France-Soir
- La mode française à Moscou, dans: L'Officiel de la couture, říjen 1957.

1958
- La télévision des Buttes-Chaumont
- La vie en kibboutz (reportage effectué pour Réalités, non publié, et disponible chez Gamma-Rapho)

1959
- Un signe extérieur de richesse beaucoup plus répandu qu'autrefois: le cheval de course. dans: *Réalités, únor 1959.
- André Masson, dans: Réalités, duben 1959.

1960
- Mamady routier d'Afrique. L'épopée d'un camionneur. Text: Gérard de Villiers. Africa, leden 1960, s. 16–23.
- Nefissa Zernoudi: The Angel of the Casbah, Réalités, édition américaine, October 1960, s. 44–47. Text: Gérard de Villiers.
- Nefissa Zernoudi, l'ange de la Casbah, dans: TOP. Réalités Jeunesse, č. 101, 23 oct. 1960, s. 31–39.Text: Gérard de Villiers

1961
- Une vie de chien. La naissance, les plaisirs, les amours, la mort, Text: Pierre Marchant. dans: Réalités č. 190, listopad 1961, Couverture et s. 108–115.

1962
- - Le grand désarroi du peuple cubain tel qu'un „fidéliste“ des premières heures vient de le confier à notre envoyé spécial Michel del Castillo. Réalités, listopad 1962, s. 58 sq.
- Paris vu par un chien, dans Réalités édition spéciale Jean Lefevre
- Les harkis et les commandos de chasse en Algérie

1963
- Série de reportages sur deux ans pour la Société Navale Delmas-Vieljeux qui a donné lieu a une plaquette de prestige: Des navires et des hommes, dont:
  - les Kroumans, reportage à Tabou, Kribi, Douala, Abidjan, etc.
  - 'Océan Indien, Djibouti, Aden, Monbassa, Zanzibar, etc.

1964
- Un jeu qui débouche sur l'art ? Les inventions de Yaacov Agam, maître du tableau qui bouge, par Danielle Hunebelle. Couverture et photographies de Jean-Louis Swiners. Réalités, č. 216, leden 1964,
- Muriel fait de la sémantique générale. La gymnastique intellectuelle à la mode, par Muriel Reed. Photos Jean-Louis Swiners. dans: Réalités, č. 219, duben 1964, s. 70–75,
- Paris qui grogne, dans: *Réalités, č. 222, červenec 1964, s. 70–75, George Jouve,
- Muriel inaugure le tourisme dans le réduit albanais, par Muriel Reed. dans: Réalités, č. 226, listopad 1964, s. 34–39.

1965
- Le Negev: threshold of the Promise Land , Réalités, édition américaine, červen 1975, č. 175, s. 34–39.

##### Známé fotografie

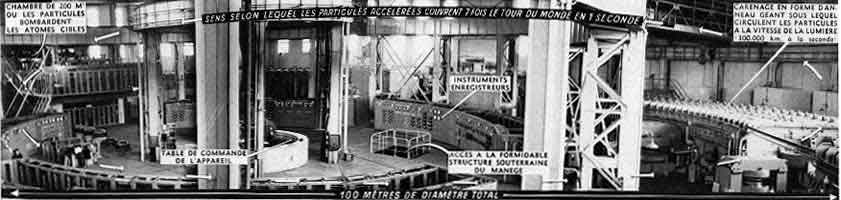
Největší synchrocyklotron na světě, oblast Dubna u Moskvy, 1957

Panoramatická fotografie synchrocyclotron Doubna sovětského institutu jaderného výzkumu (na titulní straně France-Soir z 9. září 1957).
- Manželství Pravoslavná církev (Fotografická ročenka, 1959)
- Anya,  Die WeltAustellung der Photographie, 1963. Světová výstava fotografie, Henri Nannen, foto č. 219
- Patrick à la clarinette, 1960 (uveden jako příklad jako jeden z deseti nejkrásnějších tisků století  Time-Life,  Le Développement et l'Équête, 1972, s. 134- 135.)
- Holčička z rue Soufflot (v Paris vu par un chien), 1962
- André Masson (1958),  Realities; Foto Expo 2006
- Luis Buñuel
- Padesátá léta (pár ve Vespě) (obálka  L'Express)
- Sabine (1962), Die WeltAustellung der Photographie, 1963.  Světová výstava fotografie, Henri Nannen, foto č. 346.
- Sophie,  Terre d'Images, č. 30, 15. července – 1. září 1966, přední obálka.

#### Sbírky
- Département des estampes et de la photographie de la Bibliothèque nationale de France[11] (142 fotografií 1960–1964)

#### Výstavy
- 1962: exposition Prix Niépce au Cabinet des estampes de la BNF – Galerie 28, Paříž
- Grand Palais, Paříž, asi 1962
- George Eastman House, Rochester, asi 1965
- Weltausttellung der Photographie, asi 1970 (exposition collective itinérante par Karl Pawek)[12]
- 1974: Les soleils du bout du monde, aérogare d'Orly Sud
- Prix Niepce 1955–1990, Musée d'Art Contemporain de Dunkerque, 1990, (Paris vu par un chien)
- Listopad 2006 – leden 2007: La photographie humaniste, Francouzská národní knihovna
- 2006: Les photographes du magazine Réalités. Édouard Boubat, Jean-Philippe Charbonnier, Jean-Louis Swiners, Galerie Agathy Gaillardové, Paříž, dans le cadre du mois de la Photo, 2. listopadu – 3. prosince 2006
- Artcurial (vente aux enchères de plusieurs vintages, voir le catalogue Photographie)
- 2008: Réalités. Un mensuel français illustré (1946–1978), Maison européenne de la photographie, Paříž, 16. ledna – 30. března (Les chevaux de course, les harkis, les pastiches de tableaux, etc.)
- 2010: Rétrospective des prix Niépce, 1950–2010

## Galerie

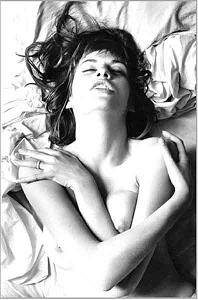
Anya, photodrama (1962), „Der Weltausstellung der Photographie“, 1970. Leica M3, Summicron 50 mm, f: 2, elektronický blesk Balcar 1 000 wattů. Aplikace psychoanalytické techniky fotodramy.
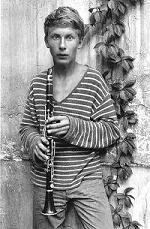
Patrick à la clarinette (1962), Development and the Test, Time Life, 1972, str. 134–135. Leica M3, Summicron 50 mm, zataženo. Vytištěno na papíru Ilford Multigrade.
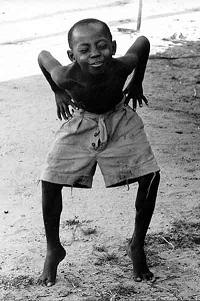
Petit noir, Zanzibar, 1962. „Humanistická fotografie“, Národní knihovna, 2007. Leica M3, Summicron, 50 mm.
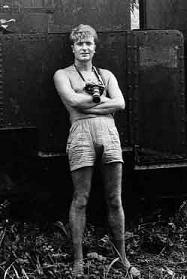
Jean-Louis Swiners v roce 1962 v Kribi (Kamerun).